# Annemarie Huber-Hotz
Annemarie Huber-Hotz (Baar, Cantó de Zug, 16 d'agost de 1948 - Llac Negre, Cantó de Friburg, 1 d'agost de 2019) va ser una política, etnòloga i sociòloga suïssa. Membre del Partit Radical Democràtic suís, fou cancellera federal de Suïssa entre 2000 i 2007. També va ser, a partir del 2011, presidenta de la Creu Roja suïssa.